# Bockum (Düsseldorf)

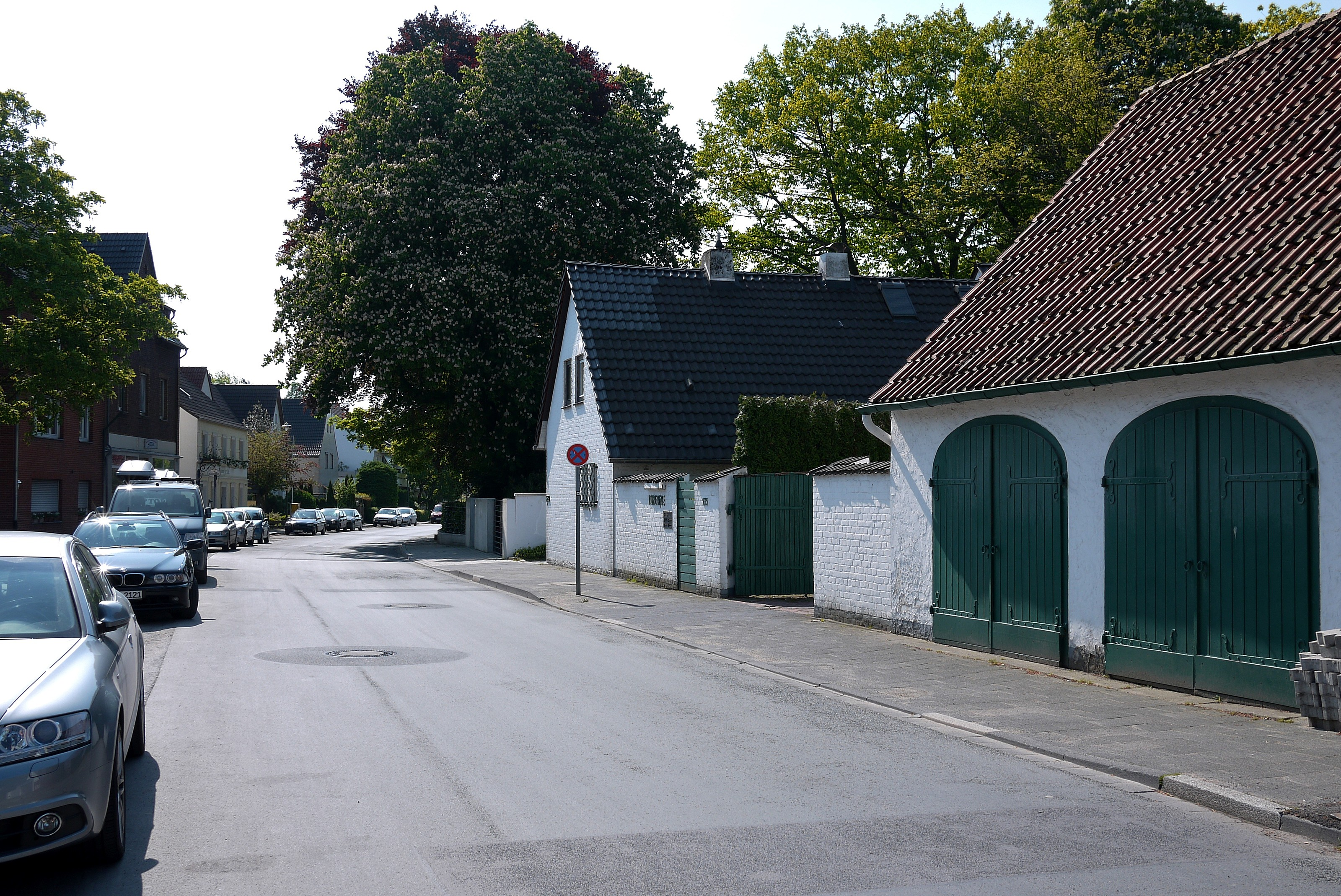
Bockumer Straße in Bockum mit typischem alten Bauernhaus

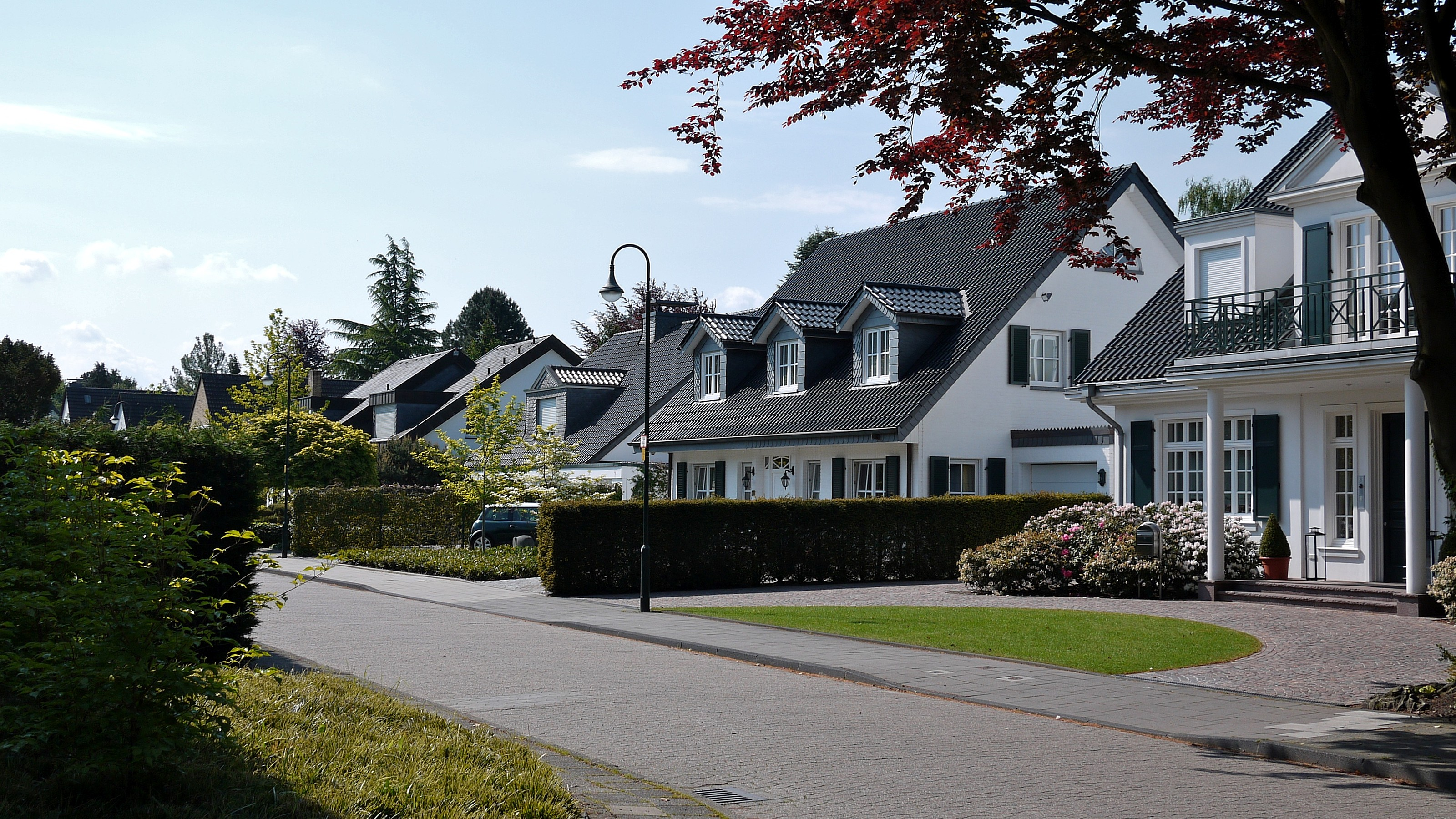
In den Dellen

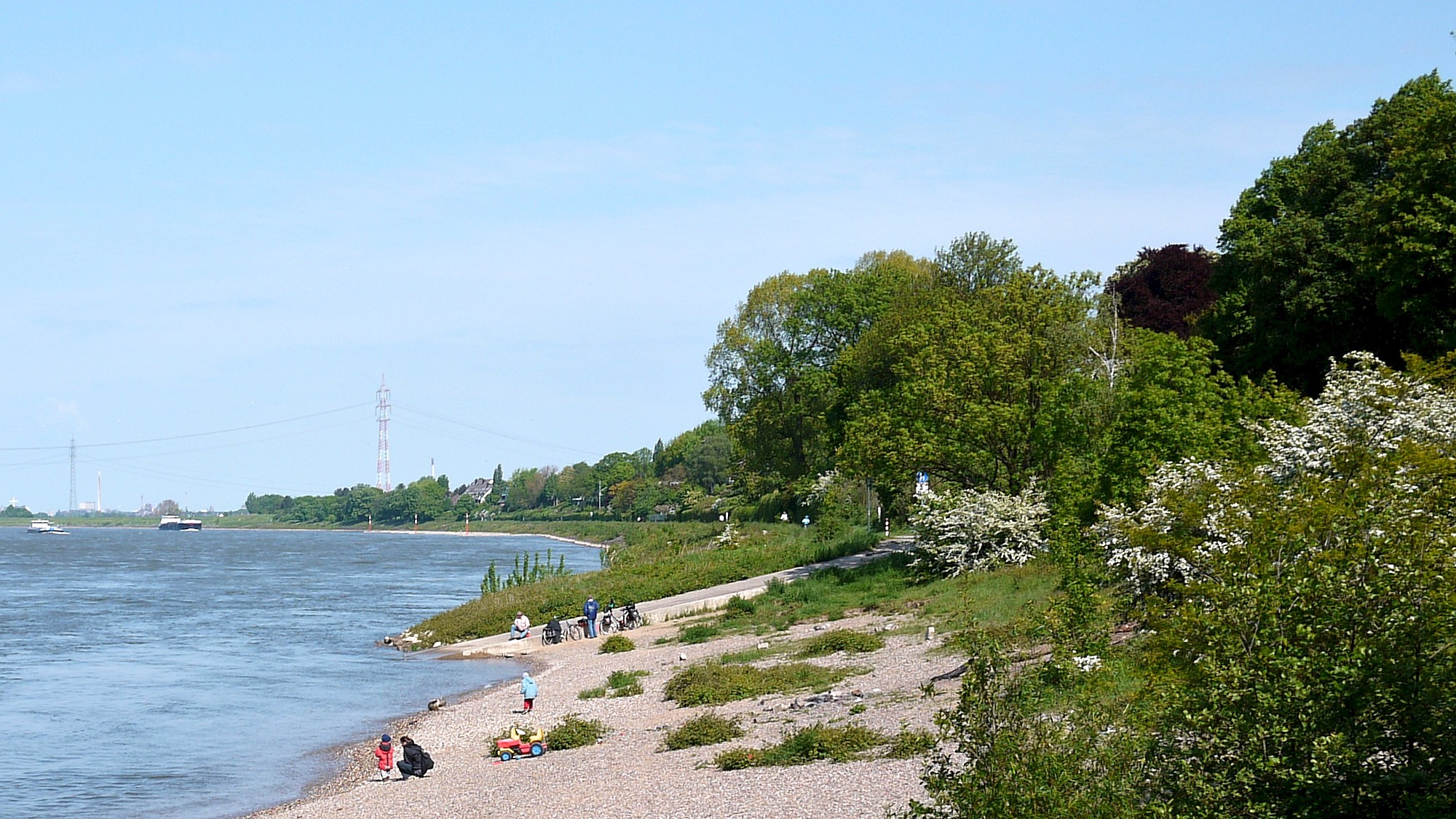
Rheinufer

Bockum ist ein Ortsteil des Düsseldorfer Stadtteils Wittlaer.

## Lage
Die Siedlung Bockum liegt am Ostufer des Rheins bei Stromkilometer 761 und damit im nordwestlichsten Bereich des Düsseldorfer Stadtgebiets. Im Süden ist Bockum heute mit Wittlaer zusammengewachsen. Nördlich schließen sich die Reste des alten Fischerdörfchens Rheinheim, eines Ortsteils des südlichsten Duisburger Stadtteils Mündelheim, an.

## Namensgebung
Der Ortsname leitet sich von Buche und Heim/Haus ab und bezieht sich damit auf eine Ansiedlung an dem früher in der Gegend zwischen Düsseldorf und Duisburg bestehenden, großen Buchenwald.

## Geschichte
Bockum feierte am 25. September 2010 sein 700-jähriges Bestehen. Die Zählung geht zurück auf Bockums erste urkundliche Erwähnung im Jahr 1310. In der Urkunde des Stifts St. Gereon erscheint ein Hermann, Schultheiß von Bockum, als Zeuge.
Bis 1929 war Bockum über Jahrhunderte eine selbständige Honnschaft, die wie das angrenzende Wittlaer im Wesentlichen eine Siedlung von Rheinfischern und Bauern war. Neben wenigen großen Höfen gab es viele kleine Kotten. Oft mussten sich die auf diesen Kotten wohnenden Familien zusätzlich als Tagelöhner verdingen.
Entlang Bockums Rheinufer wurden bis in das 19. Jahrhundert Rheinkähne getreidelt. Dann wurde der Schlepp der Kähne durch Dampfschiffe übernommen. Die Dampfkähne ankerten oft auch vor Bockum und die Kahnbesatzungen versorgten sich in Bockum mit Lebensmitteln und sonstigem Bedarf.
Das ausgehende 19. und beginnende 20. Jahrhundert war die Blütezeit als eigenständige Gemeinde: Bockum hatte eine Anzahl von Handwerksbetrieben, Gärtnereien, eine Spar- und Darlehnskasse und ein Kolonialwarengeschäft. Der Ort wurde Ausflugsziel für die Bewohner der umliegenden Großstädte Duisburg und Düsseldorf, denn hier legten die Ausflugsdampfer der Köln-Düsseldorfer an. 1907 wurde Bockum an die Stromversorgung angeschlossen. In dem Ort ließen sich bekannte Künstler wie Eugen Kampf und Max Clarenbach sowie Unternehmerpersönlichkeiten (Falk, Grolmann, Haniel, Lehnkering, Reuter, Scharrer, Zikesch) nieder.
Bis in das 20. Jahrhundert blieb Bockum landwirtschaftlich geprägt. 1855 blieben zum Beispiel Bohrversuche nach Steinkohle erfolglos. Eine Einbeziehung in das Ruhr-Industriegebiet, das sich zu diesem Zeitpunkt bereits bis in das wenige Kilometer nördlich gelegene Hüttenheim erstreckte, erfolgte zwar nicht. Allerdings wurde Anfang des 20. Jahrhunderts, genauer in den Jahren 1910 und 1911, ein Wasserwerk in Bockum errichtet, das auch heute noch in vielen Teilen erhalten ist. Bis zur Ablösung dieses ersten Werks durch ein neues Wasserwerk in Bockum im Jahr 1989 pumpten drei Dampfkolbenpumpen Trinkwasser in das Duisburger Leitungsnetz. Heute umfasst die rechtsrheinische Wassergewinnung der Stadtwerke Duisburg u. a. eine Hebergalerie in Bockum.
Ein Ausdruck des Strebens nach Selbständigkeit in den 1920er-Jahren war die Gründung des Bockumer Bürgerschützenvereins und die Organisation eines eigenen Karnevalsumzugs. Doch mussten Kirche und Schule weiter in Wittlaer besucht werden. 1929 fand das Streben nach Selbständigkeit ein Ende: Bis zu diesem Zeitpunkt gehörte Bockum zum Amt Angermund, einer Verwaltungseinheit des Herzogtums Berg, die auch nach Übernahme des Herzogtums durch das Königreich Preußen Bestand hatte. 1929 dann gingen die südlichen Teile dieses Amtes im neufirmierten preußischen Amt Ratingen Land (1950 in Amt Angerland umbenannt) auf. Die nördlichen Gebiete von Bockum, die Holtumer Höfe, wurden der Stadtgemeinde Duisburg-Hamborn zugeschlagen. Der Rest Bockums wurde mit den Orten Einbrungen, Froschenteich, Kalkum, Wittlaer und Zeppenheim zur neuen Großgemeinde Wittlaer zusammengeschlossen.
1936 wurde Bockum an die Buslinie zwischen Krefeld und Essen angeschlossen.
Zum Ende des Zweiten Weltkriegs, im März/April 1945, als der Rhein die Frontlinie bildete, kamen etliche Bockumer Gebäude zu Schaden.

## Bockum heute
In der Nachkriegszeit wuchs Bockum durch viele Neubauten, insbesondere nach der zum 1. Januar 1975 vollzogenen Eingemeindung der Großgemeinde Wittlaer in die Stadt Düsseldorf. Wittlaer, und damit auch der Ortsteil Bockum, sind nun verwaltungsrechtlich Teil des Stadtbezirks 5. Bockum ist heute ein Wohnvorort mit Villenbebauung und gehört aufgrund seiner Rheinlage und Überschaubarkeit zu den teuersten Wohnlagen Düsseldorfs.

## Wappen
Zum 700. Ortsjubiläum im Jahr 2010 haben sich die Bockumer ein neues Wappen gegeben. Es zeigt auf blauem Schild einen silbernen, nach rechts gewendeten Fisch sowie unten rechts ein goldenes Buchenblatt.
Der Fisch wurde dem Siegel des 1394 erscheinenden Ratsherren Alf von Bockum entnommen. Das Buchenblatt steht für die Buche im Ortsnamen.

## Personen mit Bezug zu Bockum
- Eugen Kampf (1861–1933), Maler und Professor der Kunstakademie Düsseldorf, Bruder von Arthur Kampf, wohnte in Bockum.
- Max Clarenbach (1880–1952), deutscher Maler und Mitbegründer des Sonderbundes in Düsseldorf, wohnte in Bockum.
- Richard von Weizsäcker (1920–2015), deutscher Politiker (CDU) und Regierender Bürgermeister von Berlin und Bundespräsident der Bundesrepublik Deutschland von 1984 bis 1994, wohnte in den 1950er-Jahren in Bockum.
- Gunther Lambert (1928–2015), Unternehmer, Designer und Einrichter, wohnte von 1970 bis 2015 in Bockum.
- Charles Wilp (1932–2005), Werbefachmann, Künstler, Fotograf und Regisseur von Kurzfilmen, wohnte in den 1970er/1980er in Bockum.
- Der Maler Fritz Köhler ist Namensgeber des Fritz-Köhler-Wegs.